# Cosmann Friedrich Köstlin

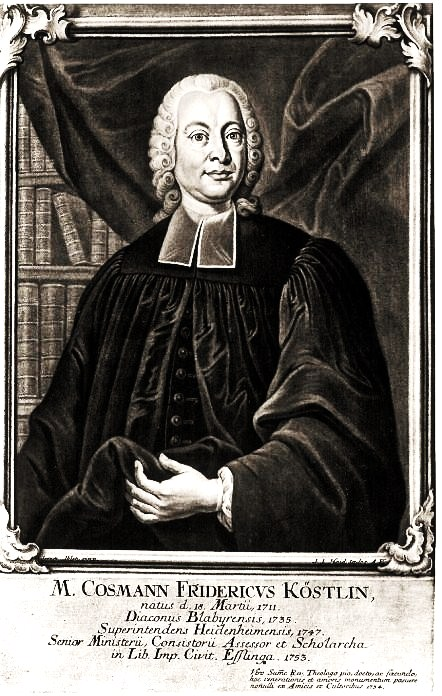
Cosmann Friedrich Köstlin – Grafik von Johann Jacob Haid

Cosmann Friedrich Köstlin (* 18. März 1711 in Bönnigheim; † 16. November 1790 in Esslingen am Neckar) war ein deutscher evangelischer Pfarrer und Superintendent.

## Leben und Wirken
Der Sohn des Bönnigheimer Stadtpfarrers Tobias Köstlin (1679–1725) und der Christine Dorothea Hauff (1687–1733), einer Urgroßtante des Dichters Wilhelm Hauff, wechselte mit 12 Jahren vom Stuttgarter Gymnasium auf das Evangelische Stift Tübingen, wo er mit erst 17 Jahren seine Magisterprüfung bestand. Im Jahre 1731 legte er bei Georg Bernhard Bilfinger seine theologische Dissertation mit dem Thema „de poena haereticorum noviter ab ecclesia se avellentium“ vor. Im Stift lernte er unter anderem den Theologen und Pietisten Friedrich Christoph Oetinger kennen, dessen pietistische Lehren Köstlin stark prägten und mit dem er eine gemeinsame Reise nach Pennsylvania plante, die jedoch nicht zustande kam. Ab 1731 trat er in mehreren württembergischen Städten zunächst eine Stelle als Vikar, 1733 eine als Repetent am Tübinger Stift und schließlich 1735 eine als Diakon in Blaubeuren an. Im Jahre 1738 führte ihn eine größere Studienreise unter anderem nach Jena, Halle an der Saale und Magdeburg, wo er die dortigen kirchlichen Verhältnisse erkundete und auch seine spätere Ehefrau kennenlernte.
Nachdem Köstlin im Jahre 1747 in Heidenheim eine Stelle als Dekan und Superintendent übernommen hatte, wurde er 1753 zum Senior Ministerii (Oberpfarrer) der Reichsstadt Esslingen berufen. Darüber hinaus erhielt er die Leitung des reichsstädtischen Kirchen- und Schulwesens und wurde zum Eherichter ernannt. Für diese Berufungen hatte der Hauptvertreter des Pietismus, Johann Albrecht Bengel, seinen Einfluss geltend gemacht, da er Köstlin äußerst schätzte und ihn auch gerne als Schwiegersohn gesehen hätte. Köstlin versah seinen Dienst mit enormem Eifer, glänzte durch scharfzüngige Predigten, galt nicht nur als vorbildhaft asketischer Mensch, sondern machte es sich auch zu eigen, auf unangekündigten Kontrollgängen Wirtshauszecher von ihrem unmoralischen Tun in Bezug auf Alkoholexzesse und lasterhafte Sprüche und Taten abzubringen.
Im Jahr 1763 brachte Köstlin ein Kirchengesangbuch heraus, das auf 624 Seiten mehr als 400 alte und neue Lieder sowie Andachten, Evangelien und sonstige Lektionen enthält und vielen Generationen zur geistlichen Orientierung diente. Nachdem er 1785 noch sein fünfzigjähriges Dienstjubiläum feiern konnte, verstarb Köstlin am 16. November 1790. Er wurde auf dem oberen Friedhof südlich der Stadtkirche St. Dionys in Esslingen beigesetzt. Der Grabstein der Eheleute Köstlin wurde mittlerweile in das Seitenschiff dieser Kirche verlegt.

## Familie
Cosmann Friedrich Köstlin war verheiratet mit Maria Sophia Köpke (1714–1791), Tochter des Pfarrers Joachim Christoph Köpke aus dem brandenburgischen Dorf Rädel. Mit ihr hatte er neun Kinder, von denen Nathanael Köstlin (1744–1826) später Dekan in Bad Urach wurde und Wilhelm Köstlin (1747–1823) als Rektor des Pädagogiums, Friedrich Köstlin (1749–1828) als Stadtpfarrer, Albrecht Köstlin (1754–1805) als Forstmeister und Senator sowie Gotthilf Köstlin (1757–1809) als Diakon jeweils in Esslingen verblieben. Cosmann Friedrich Köstlin gilt als der Stammvater aller heute noch lebenden Angehörigen der vor allem in Württemberg weit verbreiteten Theologen- und Juristenfamilie Köstlin.

## Schriften (Auswahl)
- Kirchen-Gesangbuch, begreifend vierhundert so wol alte als neue Lieder / welche mit beygefügten Beicht- und Abendmahls-Andachten, auch Evangelien, Abend-Lectionen und der Passions-Historie, Eßlingen (Hoffmann) 1763, 2. Aufl. 1775